# 486958 Arrokoth
A 486958 Arrokoth, (ideiglenes jelöléssel 2014 MU69) egy kisbolygó a Neptunuszon túli Kuiper-övben. Miután 2019. január 1-én a New Horizons űrszonda elhaladt mellette, az Arrokoth vált a Naprendszer legtávolabbi, űreszköz által meglátogatott objektumává. Az objektumot hivatalosan átnevezték Arrokoth névre 2019. november 12-én.
A kisbolygó 298 éves periódusával és kis inklinációjával klasszikus Kuiper-övi objektum. Érintkező kettős, egy 19,5 és egy 14,2 km nagyságú darabból áll, melyeket nemhivatalosan Ultimának és Thulének neveztek el. Az objektum teljes hossza 31,7 km.

## A New Horizons küldetése

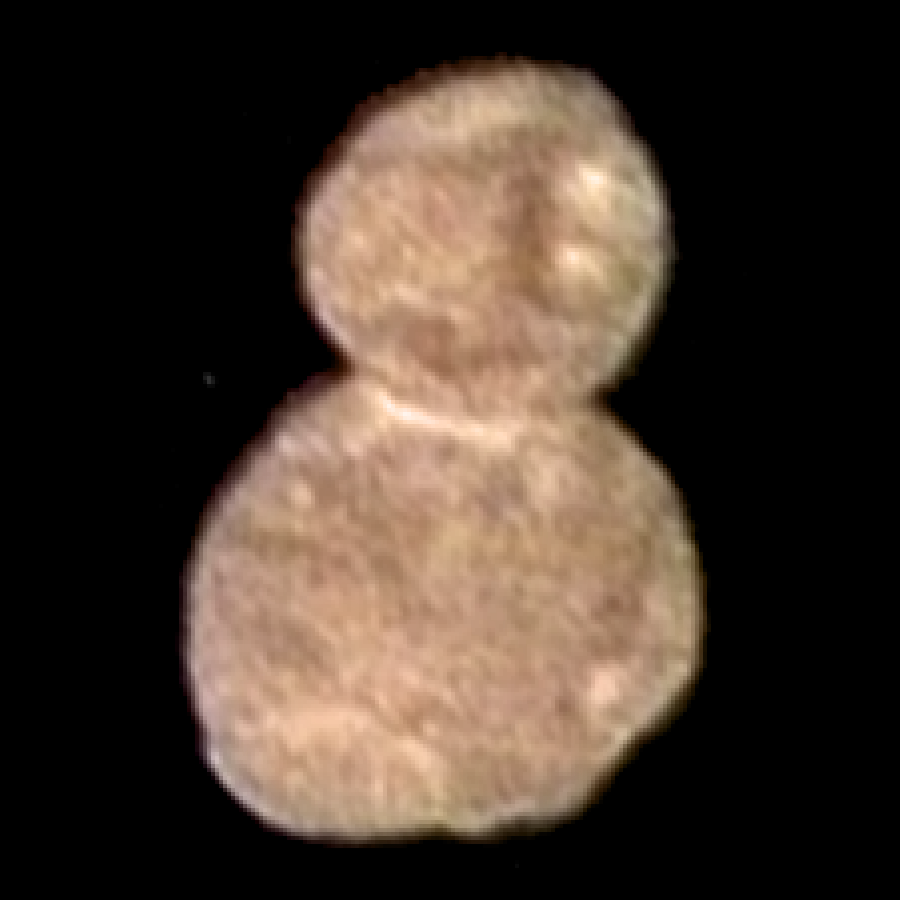
Az első színes kép az Arrokoth-tól - a New Horizons által készített fénykép

A New Horizons űrszonda elsődleges célja a Plútó tanulmányozása volt. Ezt miután 2015-ben sikeresen teljesítette, tovább sodródott a Kuiper-övben kifelé a Naprendszerből (az űrszonda sebessége meghaladja a Nap szökési sebességét). A NASA 2011-ben elkezdte a New Horizons számára potenciális további célpontok kutatását. Ennek a keretében fedezték fel 2014. június 26-án a Hubble űrtávcsővel az Arrokoth-ot.
A küldetés célja a kisbolygó geológiájának és alakjának megfigyelése (érintkező vagy szétválasztott kettősről van-e szó), a felszín összetevőinek meghatározása (ammónia, szén-dioxid, metán, vízjég keresése), esetleges holdak, gyűrűk vagy kóma keresése volt. 30 m felbontású képek várhatóak.
A New Horizons először 2018. augusztus 18-án figyelte meg 1,15 CsE (172 millió km) távolságból az akkor 20 magnitúdójú objektumot. A szükséges pályakorrekciókat 2018 őszén végezte. Ha akadályokat észlelt volna, december közepéig lehetőség volt rá, hogy olyan pályára álljon, amin a kisbolygótól távolabb halad el. A szabad szemes láthatóság határát (6 magnitúdó) a kisbolygó csak 3-4 órával a legnagyobb megközelítés előtt érte el.
A New Horizons az Arrokoth-ot 2019. január 1-én magyar idő szerint 06:33-kor közelítette meg a legjobban, 3500 km-re. Az űrszonda 14 km/s sebességgel haladt el a 32 km-es kisbolygó mellett. Ekkor a Naptól 43,4 CsE-re voltak, és a New Horizons által a Földre küldött rádiójelek 6 óra alatt érkeztek meg. Az első fényképek az ezt követő napokban lettek nyilvánosságra hozva, de a nagy távolság és a kis sávszélesség (1 kbps) miatt a nagyfelbontású képek és a többi adat (összesen 6 GB) letöltése 2020 szeptemberéig fog tartani.

## Elnevezése

Animáció két, az Arrokoth-tól 61 000 és 28 000 km távolságból készített képből

Az Arrokoth név az észak-amerikai őslakos póhatan-algonkin indiánok nyelvén „égbolt”-ot jelent.
A Nemzetközi Csillagászati Unió elnevezési szokásainak megfelelően annak a helyi bennszülött kultúrának az elnevezései közül választottak, ahol a felfedezést végrehajtó eszköz található. Ezek az eszközök, jelen esetben a Hubble űrtávcső földi bázisa és a New Horizons küldetés is (Johns Hopkins Applied Physics Laboratory) Maryland államban működik (USA) - a Chesapeake-öböl pedig a póhatan nép hagyományos területe.

## Fordítás
- Ez a szócikk részben vagy egészben  a(z)   486958 Arrokoth című angol Wikipédia-szócikk fordításán alapul.  Az eredeti cikk szerkesztőit annak laptörténete sorolja fel. Ez a jelzés csupán a megfogalmazás eredetét és a szerzői jogokat jelzi, nem szolgál a cikkben szereplő információk forrásmegjelöléseként.